# 保釣行動委員会

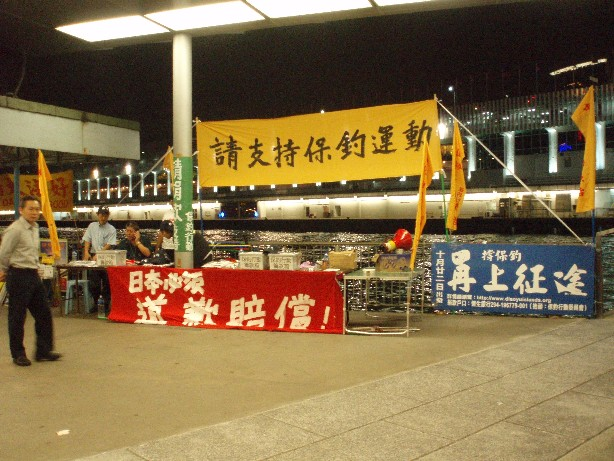
2006年の保釣行動委員会の尖沙咀での活動の様子、同10月22日の保釣運動。「保釣運動を応援しよう（請支持保釣運動）」「日本は謝罪と補償をせよ！（日本必須道歉賠償！）」の横断幕が掲げられている。

保釣行動委員会（ほちょうこうどういいんかい、繁体字中国語: 保釣行動委員會、英語: Action Committee for Defending the Diaoyu Islands）とは、1996年に設立され、日本による尖閣諸島（中国での呼称は釣魚島）支配に反対し、尖閣諸島における中国の「主権」を主な目標とする香港の民間団体である。 
2012年の尖閣諸島の「主権」を宣言するための魚釣島上陸は、中国国内での反日デモを引き起こし、日中関係にも影響を与えた。尖閣諸島以外では、主に慰安婦・731部隊・南京事件・香港陥落などの日中戦争の歴史問題にも関わっている。

## 歴史
1996年、イギリス領香港を訪問した当時外務大臣だった池田行彦が「尖閣諸島は日本の固有の領土」と主張し、一部の香港人の怒りを買った。日中戦争で中国に与えたとされる被害に対して、日本が謝罪と賠償を拒み続けているとして、香港人が中心となって「保釣行動委員会」という団体を結成した。この団体が結成されたのは、香港人の陳毓祥が魚釣島へ赴き、中国初の民間保釣行動を展開している最中に溺死したのとほぼ同時期である。
保釣行動委員会が設立された後、そのメンバーは最大で100人を超えたこともあったが、2003年には30人にまで減少した。保釣行動委員会は多くの分野に関わっているが、尖閣諸島以外では、主に慰安婦・731部隊・南京事件・香港陥落などの日中戦争の歴史問題に関わっており、徐々に日本の軍国主義に反対する組織になってきている。また、定期的に学校を訪問し、若い人たちに歴史を知ってもらうための講義を行っている。また、日本の軍国主義を糾弾するために、国際社会の支援を求めている。
設立後、7月7日の盧溝橋事件や8月15日の終戦の日（日本の降伏）、9月18日の満洲事変、12月13日の南京事件が当たる日などにはこの団体などによるデモがセントラルの歩道橋の真向かいにある在香港日本国総領事館が入居する交易廣場付近で毎年行われている。
2003年5月19日、馮錦華、張立昆、李南、牛力丕、周文博の5人は、インターネット上で「保釣行動のため島に乗り込む志願者の募集を正式に開始する」という発表を行い、保釣運動のため出航する志願者を募集した。募集サイトには、「今回の保釣行動に参加希望の志願者は、行動後に自ら解散し、並びに参加者全員の個人情報が関係機関に調査されることを了承した」とも明記されている。2003年6月22日朝、中国大陸と香港の保釣人士15人を乗せた漁船「浙玉漁1980号漁船」が、浙江省玉環県黄門港から魚釣島に向けて出航した。6月23日、日本の海上保安庁8隻と航空機数機に囲まれた漁船は、魚釣島に到達することができず、24日には玉環県に戻ることを余儀なくされた。保釣行動委員会の3人のメンバーは、羅就と曽海豊がボートに乗り込み、鄭志坤は岸に残って後方支援に当たった。

### 2012年、尖閣諸島関係で日中関係が悪化
2012年8月15日、保釣行動委員会の14名（中国本土1名、マカオ1名、鳳凰衛視記者2名を含む）は、漁船凱豐2号に乗って香港を出発し、尖閣諸島の主権を宣言した。魚釣島への接近中、漁船は日本側に妨害され続け、その間、日本の海上保安庁は水砲を発射し、漁船の船首、船体、航海計器を損傷した。最終的に7人のメンバーは魚釣島への上陸に成功し、五星紅旗と青天白日満地紅旗を振り、中国の国歌を歌い、旗を立てようとしたが、日本の海上保安官や島の警察官に止められた。日本側は、釣魚島のメンバー14人全員を拘束し、沖縄県の石垣島と那覇市に護送した。今回の事件は、2004年に中国本土の守備隊が、1996年に香港の守備隊が魚釣島に乗り込んだ事件に続き、中国人が魚釣島に乗り込んだ2度目の事件であった。この事件は日中の外交問題にも発展したが、最終的には人も船も全員無事に帰還した。

### 香港水上警察に拿捕
2014年10月12日、雨傘運動に呼応して、保釣行動委員会のメンバーである羅堪就と古思堯は、香港特別行政区政府の海洋局の監視下で凱豐2号を強制的に航行させたが、ラマ島近海に到達したところで、海洋警察の船に妨害された。船に乗り込んだ後、警察は海兵隊からラマ島の水上警察基地に戻って捜査するよう要請されたと主張した。彼らはその場で逮捕され、業務妨害の容疑で水上警察基地に連行された。

### 慰安婦像を設置（後に撤去）
2017年7月7日、保釣行動委員会はセントラルの歩道橋の真向かいにある交易廣場に慰安婦像を設置し、当時内閣総理大臣の安倍晋三に対して、慰安婦問題や右翼政策に抗議し、日本政府に謝罪と賠償を求める活動を行った。その後も香港そごうがある銅鑼灣にも設置している。その後、委員会は2021年7月末に撤去した。

### 靖国神社での南京事件への抗議活動
2018年12月12日、保釣行動委員会のメンバーである郭紹傑と嚴敏華は、日本の東京にある靖国神社の外で南京事件について抗議を行い、 東条英機と書かれた大道具の神札を燃やし、「南京事件を忘れるな、日本の責任を追及しろ」のスローガンを掲げた。嚴敏華は民間の記者として事件を記録・報道し、2人はその場で警視庁に逮捕された。

### 高齢化と若者からの支持
保釣行動委員会の高齢化が進みメンバーが少なくなる状況となっている。また、この団体は強烈な大中華主義を持ち、中国共産党の中国統治にも反対するいわゆる泛民主派団体であるため、中国本土に上陸拒否されるメンバーも多い。しかし、2012年頃から、若者の間に香港人のアイデンティティの高まりに伴い、中華ナショナリズムを帯びた保釣運動が香港の若者の支持を得られにくくなっており、2012年以降は保釣行動委員会は学校からの招待が大幅に減っただけでなく、学生の関心も大幅に減ったという。香港では若者を中心に香港民族主義が高まっている。

### 啓豊2号の沈没
抗議船「啓豊2号」は2021年7月29日に香港の港で沈没した。老朽化で船体がさび、底に水がたまった状態であった。修繕を目指して寄付を募ったが、集まらず2020年12月には廃船を決めていた。

## 代表人物
- 主席：羅堪就（中国語版）
- 前主席：柯華（中国語版）
- 前主席：何俊仁（中国語版）
- 前主席：陳妙德（中国語版）
- 副主席：區伯權（中国語版）
- 曾健成（中国語版）
- 郭紹傑（中国語版）
- 嚴敏華（中国語版）